# Platipnea
La platipnea es una disnea que se diferencia en que sólo se produce con el cuerpo en la posición vertical o erecta (de pie-parado o sentado). En esta posición se produce una insuficiencia del sostén diafragmático por los músculos abdominales. Puede observarse en insuficiencia cardiaca congestiva. Pero traduce principalmente problemas pulmonares de tipo vascular (por ejemplo en el síndrome hepatopulmonar). Es contraria a la ortopnea que es la aparición de disnea en la posición decúbito (acostado).
- Datos: Q780410